# Харнский, Константин Андреевич
Константин Андреевич Харнский (1884—1938) — русский и советский революционер, учёный-востоковед и журналист.

## Биография
Родился 30 мая (11 июня по новому стилю) 1884 года в городе Калвария Сувалкской губернии (ныне — Мариямпольский уезд, Литва) в семье офицера, потомственный дворянин. В возрасте 10 лет потерял отца.
Окончил 3-й Московский кадетский корпус, где на него большое влияние оказали лекции известного историка Н. А. Рожкова, симпатизировавшего левому движению. Затем окончил Михайловское артиллерийское училище. Служил в крепости Ковно, где начал знакомиться с марксистской литературой и вести пропаганду среди солдат. За участие в подпольной марксистской организации был переведен в Читу, где служил в стрелковом полку под надзором военного начальства.
В 1908 году, оставаясь на службе в чине штабс-капитана, поступил «посторонним слушателем» на японское отделение Восточного института, которое окончил в 1912 году. По окончании института послан в Японию для совершенствования в языке.
В 1914 году отозван на родину в связи с началом Первой мировой войны. Служил в действующей армии в качестве командира дивизиона тяжелой артиллерии. За отличия в боях награжден орденами: Св. Станислава 3-й и 2-й степеней с мечами и бантом, Св. Анны 3-й и 2-й степеней с мечами и бантом. В 1917 году был тяжело контужен, после чего отправлен в хабаровский госпиталь. После излечения поступил на службу в Информационный отдел штаба Приамурского военного округа, где начал сотрудничать с издаваемым штабом журналом «Китай и Япония».
После Февральской революции примыкал к социалистам-федералистам. В 1917 году был главным редактором армейской газеты, Октябрьскую революцию встретил с энтузиазмом.
В 1918 году — депутат Хабаровского Совета рабочих, солдатских и крестьянских депутатов. В сентябре 1918 года переехал во Владивосток. Работал переводчиком Дальохраны Омского правительства и штаба оккупационных войск США, затем – помощником начальника разведывательного отделения штаба войск Временного правительства Приморской областной земской управы, получил чин капитана. Активно занимался журналистской деятельностью, сотрудничал с газетой «Далёкая окраина». В 1920 году был редактором литературного отдела газеты «Дальневосточное обозрение», на этой должности помог П. С. Парфёнову написать текст известной партизанской песни «По долинам и по взгорьям». Издавал в Шанхае газету на английском языке о новой России. С 1920 года — член РКП(б), занимался подпольной партийной работой под прикрытием своей деятельности как переводчика и журналиста.
В августе 1920 выехал в Пекин как сотрудник телеграфного агентства, в марте 1921 года отозван Правительством ДВР в распоряжение МИД ДВР. Работал в Чите (столице ДВР) заведующим информационным отделом, издавал газету «Дальневосточный путь» и журнал «Вестник ДВР». В марте-мае 1922 года — секретарь миссии ДВР в Китае, затем — заведующий Дальневосточного бюро печати при ЦК РКП(б). Одним из результатов его политико-просветительской деятельности стала книга «Япония», изданная в Чите в 1923 году.
В 1923—1937 годах — преподаватель, заведующий кафедрой экономики и политики стран Тихоокеанского бассейна Государственного дальневосточного университета (ГДУ), где читал основной курс, а также курсы по истории Японии, Кореи и Китая. Старший специалист Дальневосточного филиала АН СССР (1933—1937). Автор множества статей по истории и культуре Китая и Японии, опубликованных в основном в дальневосточной прессе.
Арестован 10 августа (по другим данным, 31 августа) 1937 года. При обыске у него были изъяты рукописи по истории Кореи (около 800 стр.), истории Японии (около 300 стр.), истории Китая (около 400 стр.), а также 100-страничная рукопись «История колониального захвата стран Тихоокеанского бассейна». Обвинялся по делу о «шпионско-вредительской организации» ГДУ, по которому проходили многие востоковеды ГДУ (в том числе В. А. Войлошников, М. Н. Востриков, А. П. Ещенко, З. Н. Матвеев, Е. С. Нельгин, Н. П. Овидиев, К. П. Феклин). Харнскому инкриминировали шпионаж в пользу Японии (по сценарию следствия, его в 1935 году завербовал Овидиевым), умышленную подготовку «неполноценных советских специалистов», которым он якобы давал недостаточные знания по истории и географии стран Дальнего Востока, а также то, что он «в стенной печати открыто защищал от разоблачения членов организации Н. П. Овидиева и К. П. Феклина». В ходе следствия на нём применялись пытки. 25 апреля 1938 выездной сессией Военной коллегии Верховного суда СССР приговорен к высшей мере наказания, расстрелян в тот же день.
Реабилитирован в 1957 году. В 1960 году восстановлен в КПСС.

## Память
В 1966 имя Харнского было присвоено восточному факультету восстановленного ДВГУ.

## Семья
Супруга — Е. Р. Харнская, также репрессирована.